# St. Landry Parish
St. Landry Parish is een parish in de Amerikaanse staat Louisiana.
De parish heeft een landoppervlakte van 2.405 km² en telt 87.700 inwoners (volkstelling 2000). De hoofdplaats is Opelousas. Ze grenst in het westen aan Evangeline Parish, in het noorden aan Avoyelles Parish, in het oosten aan Pointe Coupee Parish en in het zuiden aan St. Martin Parish en Lafayette Parish. Het is een van de 22 parishes die samen Acadiana of Cajun Country vormen.